# الديناميكية (الميتافيزيقيا)
الديناميكية أو المذهب الدينامي (بالإنجليزية: Dynamism)‏ هي اسم عام لمجموعة من الآراء الفلسفية المتعلقة بطبيعة المادة. على الرغم من اختلافها في نواحٍ أخرى ، فإن كل هذه الآراء تتفق في جعل المادة تتكون أساسًا من وحدات أو مواد أو قوى بسيطة وغير قابلة للتجزئة.

## الديناميكية بالفلسفة اليونانية
بدأت مع الفلاسفة الذريون منهم أمباذقليس عندما قال بأن العناصر المكونة لكل الموجودات هما أربعة؛  وما يجمعهم هي المحبة ومن يفصلهم هي الكراهية. وفيما بعد عندما أتوا الرواقيون اقترحوا بأن العالم كينونة لديها نفس وحياة (Anima mundi)والحركة تصّدر من الأجسام نفسها.

## لدى ليبنتز
يرى ليبنتز بأن كل الأجسام تتألف من ذرات روحية تسمى (موناد) وكل مونادة تحمِل جوهر تعبيري لخاصية ما، أي تحمل تعبير بشكل عام عن الكون.